# Honkai: Star Rail
Honkai: Star Rail (кит. 崩坏: 星穹铁道, піньїнь: Bēng huài: Xīng Qióng Tiě Dào, акад. спрощ.: 崩坏: 星穹铁道; піньїнь: Bēng huài: Xīng Qióng Tiě Dào, буквально «Хонкай: Зоряна залізниця») — рольова відеогра 2023 року, розроблена компанією HoYoverse. Ця відеогра є четвертою частиною серії відеоігор Honkai, яка використовує абсолютно нових персонажів, а також альтернативних версій персонажів, які вже з'являлися в Honkai Impact 3rd.
Офіційно про відеогру стало відомо 7 жовтня 2021 року на офіційному YouTube-каналі гри.

## Ігровий процес
У Honkai: Star Rail гравці керують командою, що складається з чотирьох персонажів. Присутні елементи дослідження відкритого світу та підземель, але основна увага приділяється покроковому стратегічному бою.

## Світ

### Сюжет
Науково-фантастична історія починається в космосі, коли Астральний експрес з екіпажем прямує на космічну станцію «Герта» для доставлення вантажу. Однак на них нападають Стежники Порожнечі з Легіону Антиматерії, герої як Астрального експреса, так і станції змушені дати їм відсіч. Під час сутички герої вирішують вирушити на пошуки в різні світи, щоб отримати відповіді на запитання про об'єкт, знаний як стелларон.

## Розробка
Про розробку відеогри вперше було офіційно оголошено 7 жовтня 2021 року на офіційному каналі гри на YouTube.
HoYoverse розпочала перше закрите бета-тестування Honkai: Star Rail 26 жовтня 2021 року й завершила тестування 1 листопада 2021 року. Друге закрите бета-тестування було проведено 25 травня 2022 року та завершилося тестуванням 15 червня того ж року. Фінальне закрите бета-тестування тривало з 10 лютого 2023 року до моменту виходу гри.
Випуск гри заплановано на 26 квітня 2023 року для Windows, iOS і Android. Версія гри для PlayStation 4 і PlayStation 5 з'являться пізніше.
15 квітня 2023 року HoYoverse оголосила, що Honkai: Star Rail має вже 10 мільйонів зареєстрованих користувачів, попри те, що гра ще не вийшла.